# Winthemia rufopicta
Winthemia rufopicta là một loài ruồi trong họ Tachinidae.